# Mim becut del desert
El mim becut del desert (Toxostoma curvirostre) és una espècie d'ocell de la família dels mímids pròpia de Mèxic i el sud dels Estats Units.